# Cieszyn
Cieszyn é um município da Polônia, na voivodia da Silésia e no condado de Cieszyn. Estende-se por uma área de 28,61 km², com 33 485 habitantes, segundo os censos de 2017, com uma densidade de 1170 hab/km².